# Tonpress
La Tonpress è un'etichetta discografica polacca. Il catalogo della Tonpress conta pubblicazioni di artisti polacchi (Karin Stanek, Absurd, Izabela Trojanowska, Majka Jeżowska, Alla Borisovna Pugačëva) e non (Depeche Mode, Inner Circle, P.O.X.).